# جون إدواردز (لاعب كرة قدم)
جون إدواردز (بالإنجليزية: John Edwards)‏ (1 يناير 1875 بستافوردشاير في المملكة المتحدة - ) هو لاعب كرة قدم بريطاني (وحمل سابقاً جنسية المملكة المتحدة لبريطانيا العظمى وأيرلندا) في مركز الدفاع. لعب مع بورت فايل وستوكبورت كونتي وكوينز بارك رينجرز ونادي بليموث أرجايل وغرايز أتلاتيك ‏.

## وصلات خارجية
- جون إدواردز على موقع قاعدة بيانات كرة القدم.إي يو (الإنجليزية)